# Athlétisme en République tchèque

Drapeau de la République tchèque

L'athlétisme en République tchèque est un sport populaire mais largement derrière le hockey sur glace et le football. La fédération tchèque d'athlétisme, en tchèque la Český atletický svaz, gère le sport depuis la scission du pays avec la Slovaquie, soit le 1er janvier 1993. Parmi les athlètes célèbres figurent Tomáš Dvořák, Šárka Kašpárková, Roman Šebrle, Barbora Špotáková et Jan Železný. Emil Zátopek, Jarmila Kratochvílová et Dana Zátopková concoururent sous la nationalité tchécoslovaque mais ils sont très attachés à l'athlétisme tchèque.
La République tchèque est très présente sur décathlon chez les hommes, au lancer du javelot dans les deux genres, et à la perche chez les femmes, discipline où des athlètes ont détenu ou détiennent le record du monde. Aux championnats du monde, outre ses disciplines phares, elle obtint aussi un titre sur 800 mètres féminin en 1999, au triple saut femmes en 1997 ainsi qu'une médaille de bronze au disque féminin. La République tchèque qui a toujours obtenu au minimum une médaille dans ces championnats, réalise ses meilleurs championnats du monde en 2007 à Osaka ; avec 2 titres et une médaille d'argent, elle termine 6e nation. 
Lors des Jeux olympiques d'été, la République tchèque a toujours obtenu une médaille d'or, réalisant son meilleur résultat en 2000 où elle obtient une médaille d'or et une d'argent et son meilleur total lors de sa première participation en 1996 avec une médaille d'or et deux de bronze.

## Médailles internationales

### Jeux olympiques
Le tableau ci-dessous récapitule les médailles depuis 1993 des athlètes tchèques aux Jeux olympiques d'été.
| Éditions | Or                                    | Argent                   | Bronze                                                                       |
| 1996     | Jan Železný (lancer de javelot)       |                          | Šárka Kašpárková (triple saut) Tomáš Dvořák (décathlon)                      |
| 2000     | Jan Železný (lancer de javelot)       | Roman Šebrle (décathlon) |                                                                              |
| 2004     | Roman Šebrle (décathlon)              |                          | Jaroslav Bába (saut en hauteur) Věra Pospíšilová-Cechlová (lancer de disque) |
| 2008     | Barbora Špotáková (lancer du javelot) |                          |                                                                              |
| 2012     | Barbora Špotáková (lancer du javelot) |                          | Zuzana Hejnová (400 mètres)                                                  |

### Championnats du monde
Le tableau ci-dessous récapitule les médailles depuis 1993 des athlètes tchèques aux championnats du monde d'athlétisme.
| Éditions | Or                                                             | Argent                                | Bronze                                                                          |
| 1993     | Jan Železný (lancer de javelot)                                |                                       |                                                                                 |
| 1995     | Jan Železný (lancer de javelot)                                |                                       |                                                                                 |
| 1997     | Šárka Kašpárková (triple saut) Tomáš Dvořák (décathlon)        |                                       |                                                                                 |
| 1999     | Ludmila Formanová (800 mètres) Tomáš Dvořák (décathlon)        |                                       | Jan Železný (lancer de javelot)                                                 |
| 2001     | Tomáš Dvořák (décathlon) Jan Železný (lancer de javelot)       |                                       |                                                                                 |
| 2003     |                                                                | Roman Šebrle (décathlon)              |                                                                                 |
| 2005     |                                                                | Roman Šebrle (décathlon)              | Pavla Hamácková (saut à la perche) Vera Pospíšilová-Cechlová (lancer du disque) |
| 2007     | Barbora Špotáková (lancer du javelot) Roman Šebrle (décathlon) | Kateřina Baďurová (saut à la perche)  |                                                                                 |
| 2009     |                                                                | Barbora Špotáková (lancer de javelot) |                                                                                 |
| 2011     |                                                                | Barbora Špotáková (lancer de javelot) |                                                                                 |

### Championnats du monde en salle
Le tableau ci-dessous récapitule les médailles depuis 1995 des athlètes tchèques aux championnats du monde d'athlétisme en salle. Il faut noter qu'en raison de sa scisson avec la Slovaquie, la République tchèque n'a pu présenter d'équipe aux championnats du monde en salle de 1993. Les meilleurs mondiaux en salle des athlètes tchèque furent ceux de 2001 où ils terminèrent 4e nation avec deux médailles d'or et une de bronze. Roman Šebrle, spécialiste des épreuves combinées est l'athlète tchèque le prolifique avec deux titres et 3 médailles de bronze, soit 5 podiums consécutifs.
| Éditions | Or                                                                  | Argent | Bronze                                                                                    |
| 1995     |                                                                     | Tomáš Dvořák (heptathlon) Nadia Kostoválová, Helena Dziurová, Hana Benešová et Ludmila Formanová (relais 4 × 400 mètres) | Pavel Soukup (800 mètres)                                                                 |
| 1997     | Robert Změlík (heptathlon)                                          | | Šárka Kašpárková (triple saut) Helena Fuchsová (400 mètres)                               |
| 1999     | Ludmila Formanová (800 mètres)                                      | Zuzana Hlavoňová (saut en hauteur)                                                                                       | Roman Šebrle (heptathlon) Šárka Kašpárková (triple saut)                                  |
| 2001     | Pavla Hamáčková-Rybová (saut à la perche) Roman Šebrle (heptathlon) | | Helena Dziurová (800 mètres)                                                              |
| 2003     |                                                                     | | Roman Šebrle (heptathlon)                                                                 |
| 2004     | Roman Šebrle (heptathlon)                                           | Adam Ptáček (saut à la perche)                                                                                           | Jaroslav Bába (saut en hauteur)                                                           |
| 2006     |                                                                     | | Roman Šebrle (heptathlon)                                                                 |
| 2008     |                                                                     | |                                                                                           |
| 2010     |                                                                     | | Denisa Rosolová, Jitka Bartonicková, Zuzana Bergrová et Zuzana Hejnová (relais 4 × 400 m) |
| 2012     |                                                                     | Jakub Holuša (800 mètres)                                                                                                |                                                                                           |

## Records

### Records du monde en plein air
Ces tableaux récapitulent les records du monde détenus par des athlètes tchèques. Les records détenus par les Tchécoslovaques ne sont pas retenus, c'est-à-dire tous ceux réalisés avant 1993.
- Records en cours

| Épreuve   | Athlète      | Perf'                   | Date                                  | Lieu                       | Meeting      |
| --------- | ------------ | ----------------------- | ------------------------------------- | -------------------------- | ------------ |
| Javelot   | Jan Železný  | 95,54 m 95,66 m 98,48 m | 6 avril 1993 29 août 1993 25 mai 1996 | Pietersburg Sheffield Iéna |              |
| Décathlon | Tomáš Dvořák | 8 994 pts               | Du 4 août 1999 au 26 mai 2001         | Prague                     |              |
| Décathlon | Roman Šebrle | 9 026 pts               | Du 27 mai 2001 ai 23 juin 2012        | Götzis                     | Hypo-Meeting |

| Épreuve | Athlète           | Perf'                                                          | Date | Lieu                                                                           |
| ------- | ----------------- | -------------------------------------------------------------- | --- | ------------------------------------------------------------------------------ |
| Javelot | Barbora Špotáková | 72,28 m                                                        | 13 septembre 2008 | Stuttgart                                                                      |
| Perche  | Daniela Bártová   | 4,10 m 4,13 m 4,14 m 4,15 m 4,16 m 4,17 m 4,20 m 4,21 m 4,22 m | 21 mai 1995 24 juin 1995 2 juillet 1995 6 juillet 1995 14 juillet 1995 15 juillet 1995 18 août 1995 22 août 1995 11 septembre 1995 au 30 novembre 1995 | Duisbourg Wesel Gateshead Ostrava Feldkirch Feldkirch Cologne Linz Salgótarján |